# You & Me
«You & Me» es el cuarto y último sencillo del también cuarto álbum de estudio, Bury the Hatchet, del grupo irlandés The Cranberries, publicado el 10 de marzo de 2000.

## Vídeo musical
El vídeo comienza con diversas imágenes de una ciudad, calles y edificios, al tiempo que aparece la banda tocando la canción en el concierto que grabaron en París para el DVD Beneath The Skin - Live In Paris, pero la versión del vídeo es la de estudio aunque de todas maneras se pueden apreciar los aplausos del público. El vídeo termina con Dolores y los integrantes de la banda despidiéndose del público presente.